# Tr 18
Tr 18 è un ammasso aperto nella costellazione della Carena.
Si trova nella parte più orientale della costellazione, sul bordo di un tratto molto ricco e intenso della Via Lattea australe; le sue dimensioni sono piccole, ma le sue componenti principali sono di ottava magnitudine. Appare composto da una settantina di stelle, tutte più luminose della magnitudine tredicesima, pertanto è ben risolvibile con un telescopio di 200mm di apertura. La sua distanza è stimata sugli 8150 anni-luce.